# Le più belle canzoni di Ivan Cattaneo
Le più belle canzoni di Ivan Cattaneo è un album raccolta di Ivan Cattaneo pubblicato nel 2006 dall'etichetta WEA.

## Tracce
1. Il geghegè
2. Il ballo del mattone
3. Nessuno mi può giudicare
4. Un ragazzo di strada
5. Una zebra a pois
6. Ragazzo triste
7. St. Tropez Twist
8. Che colpa abbiamo noi
9. I watussi
10. Stessa spiaggia, stesso mare
11. Abbronzatissima
12. Sei diventata nera